# Яким-Груево
Яким-Груево (болг. Яким Груево) — село в Болгарии. Находится в Разградской области, входит в общину Исперих. Население составляет 306 человек.

## Политическая ситуация
В местном кметстве Яким-Груево, в состав которого входит Яким-Груево, должность кмета (старосты) исполняет Анифе Исмаил Мехмед (Движение за права и свободы (ДПС)) по результатам выборов правления кметства.
Кмет (мэр) общины Исперих — Адил Ахмед Решидов  (Движение за права и свободы (ДПС)) по результатам выборов в правление общины.